# Ільїнське сільське поселення (Хабаровський район)
Ільї́нське сільське поселення (рос. Ильинское сельское поселение) — сільське поселення у складі Хабаровського району Хабаровського краю Росії.
Адміністративний центр та єдиний населений пункт — село Ільїнка.

## Населення
Населення сільського поселення становить 3161 особа (2019; 2729 у 2010, 2738 у 2002).